# Per Søndergaard Pedersen
Per Søndergaard Pedersen (født 1954, død 16. maj 2020) var en dansk erhvervsmand. Per Søndergaard var i perioden 1989-2002 direktør i den nordjyske ejendomskoncern TK Development. Han var inden da ansat som leder af Sparekassen Nordjyllands erhvervsafdeling og senere centerdirektør i sparekassen. Per Søndergaard var til sidst aktiv som bestyrelsesmedlem i bl.a. TK Development, Nowaco, SmallCap Denmark, Ungbo. Han har endvidere været medlem af bestyrelserne for bl.a. Spar Nord Bank, AaB Fodbold og DT Group. 
I 2003 meddelte Per Søndergaard, at han ville hellige sig bestyrelsesarbejde. Han er blandt de mest 20 anvendte professionelle bestyrelsesmedlemmer.[kilde mangler]
Primo 2015 havde han ifølge proff.dk i alt 56 hverv som bestyrelsesformand/direktør/bestyrelsesmedlem.

## Eksterne links
- Omtale på TK Developments hjemmeside (Webside ikke længere tilgængelig)